# Пляни
Пляни (пол. Plany) — село в Польщі, у гміні Мешковиці Грифінського повіту Західнопоморського воєводства.
Населення — 276 осіб (2011).

## Демографія
Демографічна структура станом на 31 березня 2011 року:
|          | Загалом | Допрацездатний вік | Працездатний вік | Постпрацездатний вік |
| -------- | ------- | ------------------ | ---------------- | -------------------- |
| Чоловіки | 149     | 28                 | 105              | 16                   |
| Жінки    | 127     | 21                 | 79               | 27                   |
| Разом    | 276     | 49                 | 184              | 43                   |